# Antiblemma torrida
Antiblemma torrida là một loài bướm đêm trong họ Erebidae.